# Pietro Ricaldone
Pietro Ricaldone (ur. w 1870, zm. 1951) – ksiądz salezjanin, czwarty generał zakonu salezjanów.